# Amazon (företag)
För andra betydelser, se Amazon.
Amazon.com, Inc., kallas endast för Amazon, är ett amerikanskt konglomerat med säte i Seattle i Washington, grundat av Jeff Bezos 1994. Det är världens största detaljhandelsföretag på internet, sett till intäkter och marknadsvärde, liksom den näst största i världen, efter Alibaba Group, sett till totala intäkter.
Webbplatsen amazon.com började som en bokhandel online och kom sedan att bredda sina verksamheter till strömmat och/eller nedladdningsbart material (videor, MP3-filer, ljudböcker), mjukvaror, datorspel, hemelektronik, mode, möbler, mat, leksaker och smycken. Företaget tillverkar även egen hemelektronik – läsplattan Kindle, surfplattan Fire, Fire TV, och Echo – och är världens största leverantör av molntjänster (Iaas och Paas). Amazon säljer även billiga produkter under det egna namnet Amazonbasics.
År 2015 gick Amazon om Walmart i termer av marknadsvärde i USA. Amazon var 2016 världens fjärde högsta värderade börsnoterade företag (endast slaget av Apple, Alphabet och Microsoft), världens största internetföretag sett till intäkter, och efter Walmart USA:s näst största arbetsgivare. Företaget äger sedan 2017 matbutiken Whole Foods Market. År 2018 öppnade Amazon sina första kontantlösa, fysiska butiker under namnet Amazon Go, där kunden med en app kan handla utan att betala i en kassa. År 2018 blev Amazon det andra företaget efter Apple att marknadsvärderas till en biljon dollar. Det var världens största e-handelsföretag med 45 procent av marknaden och den tredje största försäljaren av elektronikprodukter som läsplattor och smarta högtalare i USA.. 
Amazon har separata näthandelsbutiker i Australien, Brasilien, Frankrike, Indien, Irland, Italien, Japan, Kanada, Kina, Mexiko, Nederländerna, Spanien, Storbritannien, Sverige, Tyskland och USA. Amazons framgång gjorde Jeff Bezos till världens rikaste person 2017–2021.
I augusti 2020 meddelade Amazon att man hade för avsikt att starta en näthandelsbutik i Sverige, vilket gjordes 28 oktober 2020.

## Historik

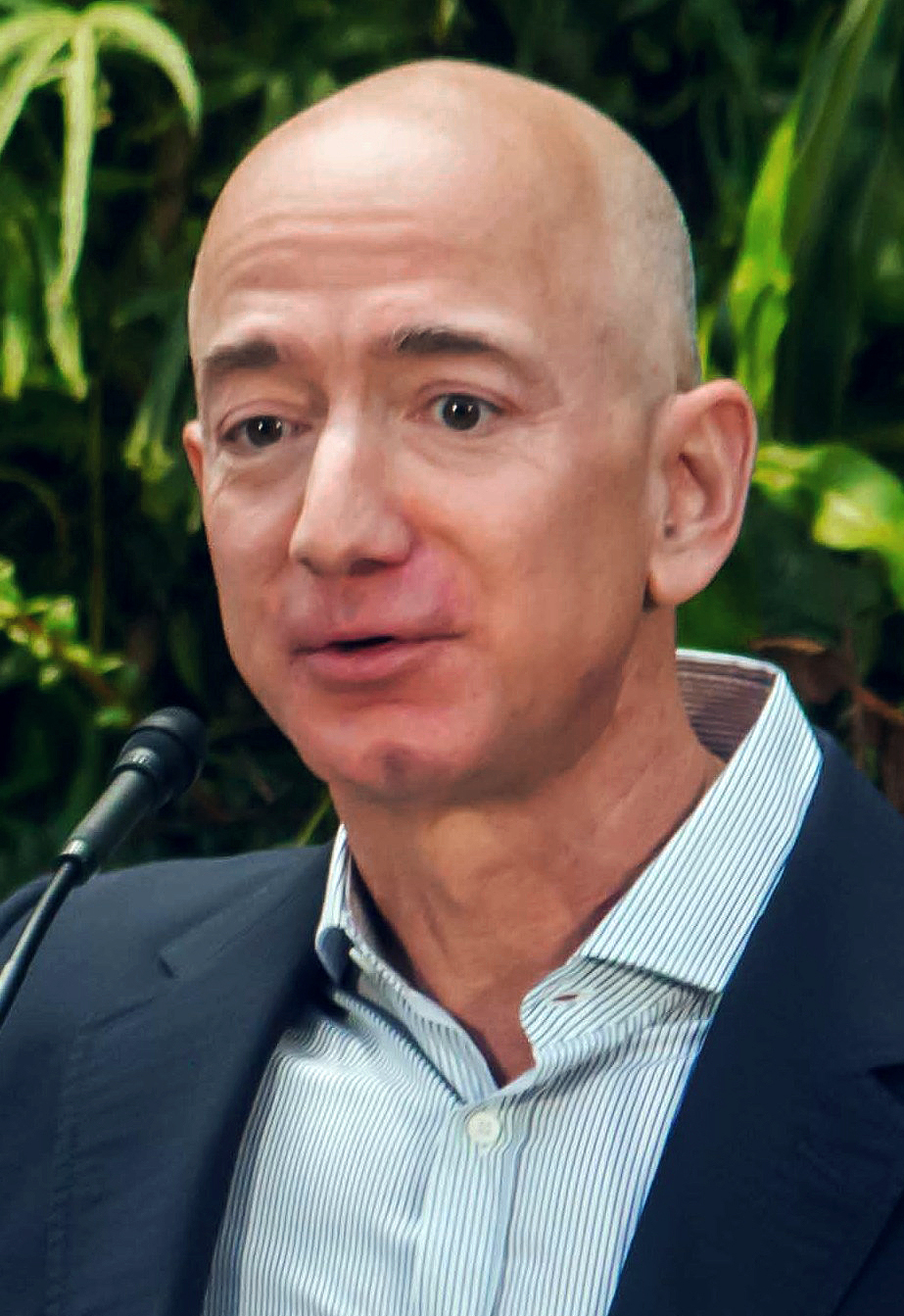
Jeff Bezos 2018.

Amazon, som grundades 1994 av Jeff Bezos, blev den första riktigt framgångsrika e-handeln och satte hård press bokhandlare med fysiska butiker. Mindre än en månad innan IT-bubblan sprack, år 2000, tog bolaget i en investeringsrunda in 672 miljoner dollar. Dessa pengar gjorde att Amazon klarade sig genom IT-kraschen.

### Förvärv
I början såldes enbart böcker, men 1998 började även skivor och filmer säljas. Sedan maj 1997 är företaget noterat på NASDAQ-börsen och har utvidgat genom en aktiv förvärvsaktivitet.
De nämnbara förvärven som Amazon har gjort:
- 1998: Internet Movie Database (IMDb)[15] och Junglee[16]
- 1999: Alexa Internet[17]
- 2003: A9.com[18]
- 2007: Brilliance Audio[19][20]
- 2008: Box Office Mojo[21], Shelfari[22] och Audible[23].
- 2011: Lovefilm[24]
- 2013: Goodreads[25]
- 2014: Twitch[26] och ComiXology[27]
- 2015: Annapurna Labs[28][29]
- 2017: Whole Foods Market[30]
- 2018: Ring[31]
- 2019: Health Navigator[32]
- 2022: Metro-Goldwyn-Mayer (MGM)[33]

## Affärsmodell
Amazon erbjuder både sina egna varor och varor från oberoende säljare på sina webbplatser. Oavsett vilken säljare som levererar varorna, betalar kunden till Amazon. Böcker som köps till e-bokläsaren Kindle förs över elektroniskt, men kan enligt Amazons avtal dras tillbaka, något som kritiserats av såväl NBC som Cory Doctorow.

## Amazon i Sverige
Efter en tid av rykten om en lansering av Amazons e-handel i Sverige meddelade företaget i augusti 2020 att man planerade att bygga ett lager i utanför Eskilstuna och lansera Amazon i Sverige. Hemsidan öppnade 28 oktober 2020. I samband med lanseringen framkom det att den svenska regeringen i flera år försökt locka Amazon till Sverige, bland annat med löften om bidrag och skattelättnader. Aftonbladet avslöjade att företaget fått vara med och utforma näringsminister Mikael Dambergs citat inför en reklamkampanj. Företaget kritiserades också för sina dåliga arbetsvillkor och sina antifackliga ställningstaganden. Med grund i problemen på företaget uppmanade organisationen Gigwatch i en debattartikel i Svenska Dagbladet till bojkott av företaget.
I september 2021 lanserades tjänsten Amazon Prime som ger kunden gratis frakt hem till dörren, ofta inom 24h, samt fri tillgång till streamingtjänsten Prime Video.
Amazons planerade placering av tre serverhallar i Mälardalen, bland annat i Kjula utanför Eskilstuna, har ifrågasatts av företrädare för Svenska Kraftnät eftersom regionens elnät har kapacitetsproblem.

## Kritik
Amazon har fått omfattande kritik för flera olika ageranden, bland annat för att de att säljer övervakningssystem med ansiktsigenkänning till  brottsbekämpande myndigheter, har ingått ett samarbete med CIA kring molntjänster, tar kunder från fysiska bokhandlare med hjälp av sin prisjämförelseapp, påverkar miljön negativt, inte prioriterar arbetsförhållande för de anställda vid deras lagerlokaler, och för att de aktivt motarbetar facklig organisering.